# عدالت اجرا شد
عدالت اجرا شد (فرانسوی: Justice est faite‎) فیلمی به کارگردانی آندره کایات است که در سال ۱۹۵۰ منتشر شد. از بازیگران آن می‌توان به میشل اوکلر، دیتا پارلو، ریموند بوسیر و روژه ونسان اشاره کرد.
این فیلم توانست جایزهٔ شیر طلایی جشنواره فیلم ونیز و خرس طلایی جشنواره بین‌المللی فیلم برلین را از آن خود کند.